# Kwik-E-Mart
Kwik-E-Mart er en fiktiv dagligvarekæde fra The Simpsons-universet. Den mest kendte Kwik-E-Mart-butik ligger i Springfield og er ejet af Apu Nahasapeemapetilon, som i øvrigt er en legende i Kwik-E-Marts historie, da han engang arbejde 96 timer i træk.
Man ser i flere afsnit, at Kwik-E-Mart er udsat for butikstyveri. Ofte er det bøller som Dolph, Jimbo Jones, Nelson Muntz Snake og Kearney, der står bag disse ulovligheder.
Kwik-E-Mart er modelleret over den amerikanske supermarkedskæde K-Mart.
På toppen af sin butik har Apu en hemmelig tropisk have, som han besøger via en skjult trappe.